# در جشمة (غرمسار كرمان)
در جشمة (بالفارسية: درچشمه) هي قرية تقع في إيران في قسم غرمسار الریفي. يقدر عدد سكانها بـ 154 نسمة بحسب إحصاء 2016.